# Bulagora
Bulagora di Samo (in greco antico: Βουλαγόρας?, Voulagóras; Samo, ... – Crotone, ...; fl. V secolo a.C.) è stato un filosofo greco antico della scuola pitagorica.

## Biografia
Bulagora  fu conosciuto per essere stato uno dei successori di Pitagora (dopo Aristeo e Mnesarco, figlio dello stesso Pitagora) alla guida della sua scuola . Ciò avvenne durante la presa di Crotone da parte di Dionisio il Vecchio intorno al 450 a.C. Gli succedette il filosofo Gartida.